# Bandai (sopka)

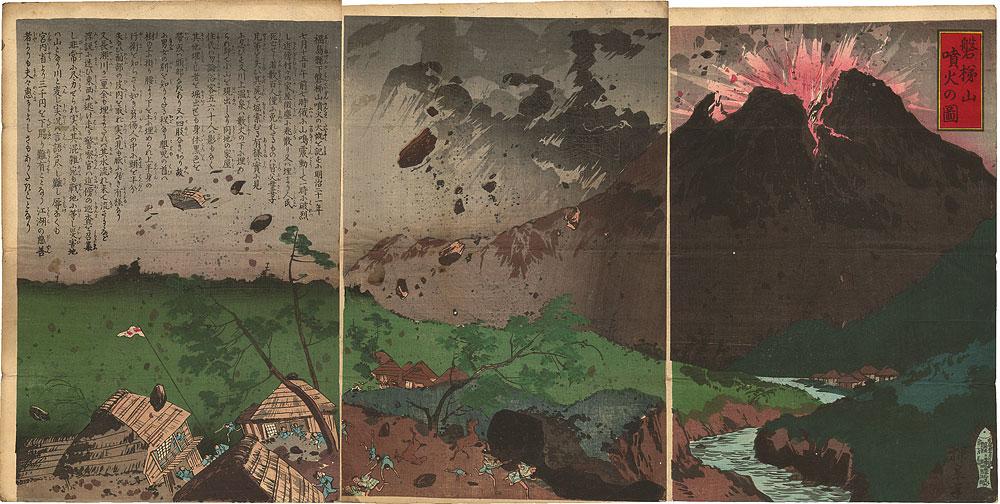
Ukijo-e od Jasudži Inoueho: Erupce sopky Ko-Bandai

Bandai nebo Bandaisan (japonsky 磐梯山) je název v současnosti neaktivního stratovulkanického komplexu, nacházejícího se v centrální části ostrova Honšú, na severním pobřeží jezera Inawaširo. Komplex je tvořen několika překrývajícími se stratovulkány převážně andezitového složení. Nejvyšší z nich je Ó-Bandai (大磐梯), který leží ve starší kaldeře podkovovitého tvaru, která vznikla při pliniovské erupci před cca 40 000 lety. V rámci vulkanismu komplexu převládají freatické erupce, poslední výlev magmatu nastal před 25 000 lety. Za minulých 5 000 let se odehrály čtyři větší freatické exploze, poslední v roce 1888, kdy došlo k destrukci stěn vulkánu Ko-Bandai (小磐梯; o této události napsal Jasuši Inoue (井上 靖) roku 1961 román 小磐梯 - Ko-Bandai, ve kterém jsou doprovodné ilustrace (ukijo-e) od Jasudži Inoueho z roku 1888).